# محمود رامز السعدون
محمود رامز السعدون هو عسكري وسياسي وصحافي عراقي (ولد في بغداد سنة 1875 وتوفي في بغداد في 30 أيار سنة 1980)، شغل منصب عضو في مجلس النواب العراقي عدة مرات خلال فترة العهد الملكي.

## سيرته
درس في الكلية العسكرية في إسطنبول وتخرج فيها سنة 1901، وكان من زملائه مصطفى كمال أتاتورك. خدم في الجيش العثماني في الشامية، وشارك في الحرب العالمية الأولى في العراق، ثم ساند الثورة العربية الكبرى، وانضم إلى حرس الاستقلال الذي تأسس عام 1919م، وحارب الإنجليز في ثورة العشرين. بعد فشل ثورة العشرين هرب إلى الحجاز لكنه عاد سنة 1921 مع الملك فيصل الأول.
شارك في تأسيس حزب الشعب (سنة 1925)، كما انتمى إلى الحزب الوطني الذي أسسه جعفر أبي التمن بتاريخ 2 آب 1922.
شغل منصب عضو في مجلس النواب العراقي في الدورات الأولى عن لواء المنتفق ثم  الثانية والسادسة والسابعة والثامنة والتاسعة والعاشرة، جميعها عن لواء بغداد.
كرمته وزارة الثقافة والإعلام العراقية في حزيران 1969 بصفته من رواد الصحافة في العراق.
توفي في بغداد في 30 أيار سنة 1980 عن عمر ناهز 105 عاما.
وصفه سرور ميرزا قائلا:

## عائلته
كان متزوجا من فاطمة ملا حسين العنبكي، وله من الأولاد:
- شاكر محمود السعدون نائب رئيس أركان الجيش العراقي في عهد المملكة العراقية.[8]
- كيلان السعدون، كان سفيرا للعراق في السعودية وأستاذا جامعيا في أستراليا، قتلته قوات الاحتلال الأمريكي سنة 2003 ودمرت دار العائلة في العيواضية ببغداد.[7]

أما حفيده الفريق ناطق شاكر فقد كان قائد فيلق.

## كتاباته
- أصدر جريدة صدى الوطن في تشرين الثاني 1930[2]
- أصدر جريدة الثبات في 30 كانون الأول 1931 - شباط 1932[2]
- كتاب: الصحيفة السوداء في تنفيذ المعاهدة العراقية البريطانية لسنة 1930.[1][9]
- مقالات في جريدة الثبات[1]

## كتب عنه
- محمود رامز ودوره السياسي في العراق 1875 - 1958، بحث ماجستير للباحث علاء كاظم جاسم سلطان الوائلي وإشراف عادل تقي عبد محمد البلداوي في الجامعة المستنصرية - كلية التربية - قسم التاريخ.[10]
- آراء ومواقف محمود رامز في مجلس النواب العراقي 1925-1928 للباحث كاظم جواد أحمد، مجلة الأستاذ، كلية التربية - ابن رشد - جامعة بغداد[1]